# Duane Hanson
Duane Hanson (Alexandria (Minnesota), 17 januari 1925 - Boca Raton (Florida), 6 januari 1996) was een Amerikaanse vertegenwoordiger van het hyperrealisme.
Hanson was een kunstenaar die zijn beeldhouwwerken zo veel mogelijk liet lijken op de werkelijkheid. Hierbij gebruikte hij echte rekwisieten om de realiteit zo veel mogelijk te benaderen. Een voorbeeld is 'Supermarket Lady', een winkelende vrouw met een uitpuilend boodschappenwagentje. Zijn figuren zijn individuen en stereotypen getypeerd in een banale omgeving of situatie genoemd 'The riot', 'The jogger' of 'Women with a purse'. Hanson toonde allerlei persoonlijkheden uit de Amerikaanse samenleving.
- Art Gallery of South Australia: 3767
- Bibsys: 90183444
- Biblioteca Nacional de España: XX5558935
- Bibliothèque nationale de France: cb14979744f (data)
- Gemeinsame Normdatei: 118957848
- International Standard Name Identifier: 0000 0000 8373 1829
- Library of Congress Control Number: n84045097
- Nationale Bibliotheek van Letland: 000259756
- Nationale Bibliotheek van Tsjechië: js20060120022
- Nationale Bibliotheek van Israël: 987007446299905171
- Nederlandse Thesaurus van Auteursnamen: 070942668
- PIC: 288648
- RKD-Nederlands Instituut voor Kunstgeschiedenis: 35901
- SNAC: w6w17vzs
- Système universitaire de documentation: 060614900
- Union List of Artist Names: 500007844
- Virtual International Authority File: 37191512
- WorldCat: E39PBJpDRPFqXDyfqDQDM4gqcP